# Ferme-château Le Bel
Pour les articles homonymes, voir Le Bel.
La ferme-château Le Bel est un monument historique situé à Lampertsloch, dans le département français du Bas-Rhin.

## Localisation
Ce bâtiment est situé aux 1-2, rue du Château-le-Bel à Lampertsloch.

## Historique
L'édifice fait l'objet d'une inscription au titre des monuments historiques depuis 2008.